# Horodnje (Bolhrad)
Horodnje (ukrainisch Городнє; russisch Огородное Ogorodnoje, rumänisch Ciişia) ist ein Dorf im Budschak im Südwesten der Ukraine mit etwa 5100 Einwohnern (2001).

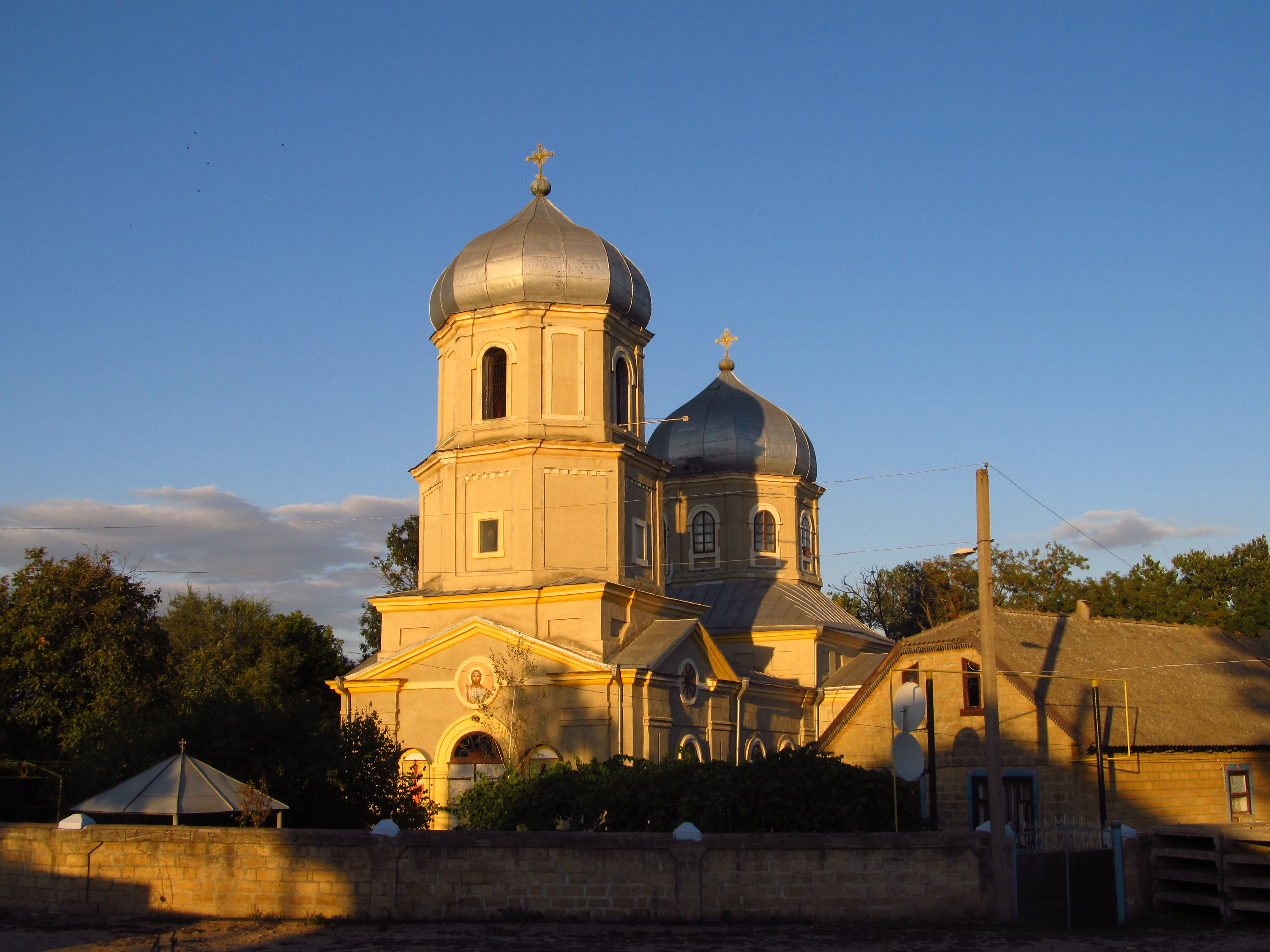
Peter und Paul-Kirche in Horodnje

Das 1813 offiziell gegründete Dorf nahe der ukrainisch-moldauischen Grenze ist die einzige Ortschaft der gleichnamigen Landratsgemeinde im Norden des Rajon Bolhrad in der Oblast Odessa.
Am 14. November 1945 erhielt die Ortschaft, welche bis dahin den ukrainischen Namen Tschujschyja (Чийшия) hieß, ihren heutigen Namen.
Das Rajonzentrum Bolhrad liegt 37 km südwestlich und das Oblastzentrum Odessa liegt etwa 200 km nordöstlich des Dorfes.
Zum Dorf führt die Territorialstraße T–16–32.

## Verwaltungsgliederung
Am 12. Juni 2020 wurde das Dorf zum Zentrum der neugegründeten Landgemeinde Horodnje (Городненська сільська громада/Horodnenska silska hromada), zu dieser zählen auch noch die 3 in der untenstehenden Tabelle aufgelistetenen Dörfer, bis dahin bildete es die gleichnamige Landratsgemeinde Horodnje (Городненська сільська рада/Horodnenska silska rada) im Norden des Rajons Bolhrad.
Folgende Orte sind neben dem Hauptort Horodnje Teil der Gemeinde:
| Name                     | Name          | Name                         | Name                 |
| ukrainisch transkribiert | ukrainisch    | russisch                     | rumänisch            |
| ------------------------ | ------------- | ---------------------------- | -------------------- |
| Dmytriwka                | Дмитрівка     | Дмитровка (Dmitrowka)        | Dumitrești           |
| Nowi Trojany             | Нові Трояни   | Новые Трояны (Nowye Trojany) | Traian, Traianul-Nou |
| Oleksandriwka            | Олександрівка | Александровка (Alexandrowka) | Satalâc Hagi         |